# Березовский, Владимир Петрович
Владимир Петрович Березовский (укр. Володимир Петрович Березовський; род. 8 мая, 1950, с. Великая Белозёрка, Великобелозерский район, Запорожская область) — украинский политик, председатель Запорожской облгосадминистрации с 2003 по 2005 год.
Государственный служащий 1-го ранга.

## Биография
В 1972 году окончил Запорожский машиностроительный институт по специальности инженер-конструктор, технолог радиоаппаратуры. С 1972 по 1977 год работал инженером-конструктором Запорожского электромашино-строительного завода «Искра». С 1977 по 1990 год — на партийной работе. В 1989 году окончил Высшую партийную школу при ЦК КПУ по специальности партийное и советское строительство. С 1990 года — на ответственных должностях в областном совете. С 1993 года — руководитель секретариата областного совета, с 1995 года — заместитель председателя, руководитель секретариата Запорожской областной государственной администрации. В апреле 1998 года избран председателем Запорожского областного совета.
Занимал должность генерального директора ГП «Запорожский региональный государственный центр стандартизации, метрологии и сертификации». Был членом Политсовета Народной партии. Депутат Запорожского облсовета от Партии регионов (2010—2015).
Женат, имеет двоих детей. Кавалер ордена «За заслуги» III степени (2001), награждён Почётной грамотой Кабинета Министров Украины (2004).